# Triclistus mandibularis
Triclistus mandibularis là một loài tò vò trong họ Ichneumonidae.